# 상계도서관
상계도서관은 서울특별시 노원구 소재의 공립 도서관이다.

## 연혁
- 2012년 3월 29일 개관.

## 이용 안내
이용 시간
- 모자자료실: 평일 09:00 ~ 18:00 / 주말 09:00 ~ 17:00
- 어린이열람실: 평일 09:00 ~ 18:00 / 주말 09:00 ~ 17:00
- 디지털종합자료실: 평일 09:00 ~ 20:00 / 주말 09:00 ~ 17:00
- 일반열람실
  - 3월~10월: 매일 07:00 ~ 23:00
  - 11월~2월: 매일 08:00 ~ 23:00

휴관일
- 매월 둘째·넷째 월요일
- 법정공휴일
- 임시공휴일